# Comarca d'Avilés
La Comarca d'Avilés és una de les vuit comarques en què està dividit el Principat d'Astúries i comprèn els concejos de:
- Avilés
- Candamu
- Castrillón
- Corvera de Asturias
- Cudillero
- Gozón
- Illas
- Muros
- Pravia
- Soto del Barco

Encara que l'Estatut d'Autonomia d'Astúries preveu la divisió del territori asturià en comarques, encara no estan desenvolupades oficialment.